# Bognár Adél
Bognár Adél (?, 1842 – Budapest, 1931. április 13.) énekesnő, színésznő, a Nemzeti Színház tagja. 

## Pályafutása
Szülei Bognár Ignác zeneszerző és Bakos (Miskolczy) Julianna. Első színikisérlete 1863. január 8-án volt a Nemzeti Színházban, Bellini: Norma c. operájának Adalgisa szerepében, majd 1865. november 8-án újra fellépett a Nemzeti Színházban a Stuart Mária címszerepében. Első nagyobb szerepét a Jól őrzött leányban kapta. Miután kiváló képessége sokoldalúvá emelte, egyaránt szerepelt operákban, drámákban, sőt operettekben is. Később csak a prózai darabokban foglalkoztatták és Feleky Miklósné Munkácsy Flóra mellett is feltűnt. 1863. május 5-én a görög templomban férjhez ment Vaszilievits Vazul királyi kúriai bíróhoz (aki 1904. november havában temesrékási előnévvel nemességet nyert), nyoszolyólányként jelen volt Huber Ida, a vőfély szerepét Beniczky Emil töltötte be. Később lemondott a színi pályáról.
Testvérei:
- Bognár Vilma (1841–1904) énekesnő.
- Bognár Emil Ignác (Pest, 1845. augusztus 4. – ?), akinek keresztapja Telepi György színész volt.[6]

## Gyermekei
Gyermekei közül kettőt szintén a művészpályára nevelt. Olga zongoraművésznő és Adél, aki — miután Bernhardt Lajos neje lett — lemondott a pályáról.
- Vaszilievits Milán Emil (Pest, 1863. augusztus 3. – Budapest, 1915. április 13.) ügyvéd, jogügyi igazgató, neje Mihályffi Fedóra Erzsébet Zsófia.[7][8]
- Vaszilievits Olga (1867 körül – Budapest, 1951. április 26.) férj. dr. Wein Manóné.[9]
- Vaszilievics Adél (1869 körül – Budapest, 1944. június 28.) férj. Schumacher Bernátné.[10]
- Vaszilievits Fedor (1874 körül – Kiskunhalas, 1944. október 19.) honvéd ezredes, neje Fridrich Gizella.[11]
- Waszilievits László (1876 körül – Budapest, 1918. március 29.) őrnagy.[12]
- Vaszilievics Albina (Budapest, 1882. március 28. – ?) férj. Bogdanovits Milosné.[13]